# Мулифануа

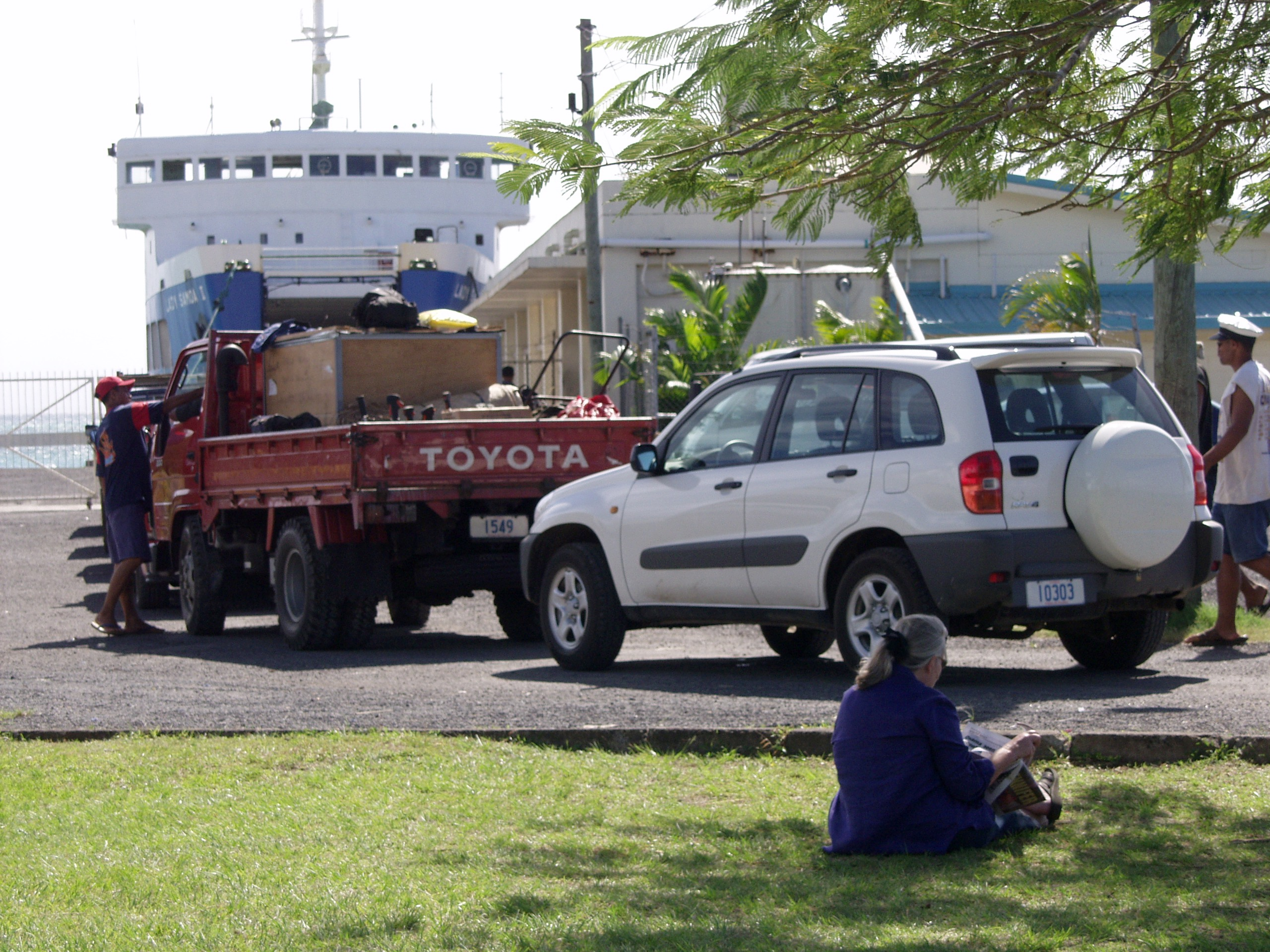
В ожидании парома на Савайи

Мулифануа — деревня, расположенная на северо-западе острова Уполу в Самоа. Является административным центром округа Аига-и-ле-Таи. Отсюда через пролив Аполима ходит паром, соединяющий Уполу с деревней Салелелога на острове Савайи.
Aggie Grey’s Resort and Spa в Мулифануа и Фалеоло был местом проведения соревнований по парусному спорту и гребле на каноэ в рамках Тихоокеанских игр 2007 года.